# Karl von Horn (General, 1818)
Karl Joseph Maria Freiherr von Horn (* 15. Dezember 1818 in Speyer; † 14. September 1896 in München) war ein bayerischer General der Infanterie.

## Leben

### Herkunft
Karl von Horn war der Sohn des bayerischen Generalmajors Wilhelm von Horn aus dem bayerischen Adelsgeschlecht von Horn und dessen Ehefrau Marianne, geborene Hagre (1796–1831). Er hatte noch fünf Geschwister, darunter die späteren bayerischen Generalleutnante Maximilian von Horn (1821–1889) und Gustav von Horn (1830–1914).

### Militärkarriere
Horn absolvierte das Kadettenkorps in München und wurde 1838 Unterleutnant bei der Artillerie der Bayerischen Armee. Er nahm 1866 am Krieg gegen Preußen teil. Als Generalmajor kämpfte er 1870/71 im Krieg gegen Frankreich und wurde für seine Leistungen mit beiden Klassen des Eisernen Kreuzes sowie am 19. September 1870 mit dem Ritterkreuz des Militär-Max-Joseph-Ordens ausgezeichnet. Nach Kriegsende war Horn Kommandeur der Besatzungsbrigade Metz und stieg mit seiner Beförderung zum Generalleutnant am 25. April 1875 zum Kommandeur der 4. Division in Würzburg auf. Am 16. Juni 1881 erfolgte schließlich seine Ernennung zum Kommandierenden General des I. Armee-Korps. Seit 6. August 1881 war Horn zudem auch Generaladjutant von König Ludwig II. In diesen Stellungen 1883 zum General der Infanterie befördert, wurde Horn 1887 zur Disposition gestellt.
Er war seit 21. August 1884 Inhaber des 2. Feldartillerie-Regiments „Horn“ und in Würdigung seiner langjährigen Leistungen mit dem Großkreuz des Militärverdienstordens ausgezeichnet worden.

### Familie
Horn hatte sich am 9. Juni 1846 in Würzburg mit Magdalena Auernheimer (1823–1870) verheiratet. Sie war die Tochter des Weinhändlers Johann Friedrich Auernheimer und dessen Ehefrau Eva, geborene Seibert. Aus der Ehe gingen zwei Söhne und eine Tochter hervor:
- Carl (1847–1923), bayerischer Generaloberst und Kriegsminister
- Luitpold (1854–1914), bayerischer General der Artillerie
- Maria (* 1855) ⚭ 1880 Ludwig von Grauvogl (1844–1910), bayerischer Generalleutnant